# Fornos do Pinhal
Fornos do Pinhal es una freguesia portuguesa del concelho de Valpaços, con 11,14 km² de superficie y 347 habitantes (2001). Su densidad de población es de 31,1 hab/km².